# Claoxylon longifolium
Claoxylon longifolium là một loài thực vật có hoa trong họ Đại kích. Loài này được (Blume) Endl. ex Hassk. mô tả khoa học đầu tiên năm 1844.